# ميني فيشر كانينغهام
ميني فيشر كانينغهام (بالإنجليزية: Minnie Fisher Cunningham)‏ (19 مارس 1882- 9 ديسمبر 1964)، هي سياسية أمريكية داعية لحق الاقتراع وأول سكرتيرة تنفيذية لرابطة الناخبات. عملت  كانينغهام على تمرير التعديل التاسع عشر لدستور الولايات المتحدة الذي أعطى المرأة تصويت. كانت كانينغهام ناشطة سياسية تملك وجهات نظر ليبرالية، وأحد الأعضاء المؤسسين لنادي المرأة الوطني الديمقراطي. في منصبها الذي يشرف على الشؤون المالية للنادي، ساعدت المنظمة في شراء مقرها في واشنطن العاصمة الذي لا يزال قيد الاستخدام.
انحدرت كانينغهام من أصحاب العبيد والمزارع الأغنياء الذين انتقلوا إلى ولاية تكساس من ولاية ألاباما. بحلول الوقت الذي ولدت فيه عام 1882، كانت الحرب الأهلية وإعادة الإعمار قد بددت ثروات الأسرة، ما أجبر والدتها على بيع الخضار لتغطية نفقاتها. تميزت كانينغهام بكونها أول طالبة من الفرع الطبي بجامعة تكساس في جالفستون تحصل على شهادة الدراسات العليا في الصيدلة.
بصفتها عضوًا في الجمعية الوطنية الأمريكية للنساء، ساعدت كانينغهام في إقناع السناتور أندريوس أريستيوس جونز من نيومكسيكو -رئيس لجنة حق المرأة في مجلس الشيوخ- بتقديم التعديل للتصويت. كانت كانينغهام جزءًا من فريق التقى بالرئيس وودرو ويلسون في المكتب البيضاوي، ونجح في إقناعه بإصدار بيان يعبر عن الميل نحو الاقتراع. عندما عارض حاكم تكساس جيمس إي. فيرغسون بنشاط تمرير التعديل التاسع عشر، شكَّلت كانينغهام ائتلافًا ساعد على عزل الحاكم.
كانت كانينغهام نشطة لعدة عقود في السياسة الوطنية وسياسة ولاية تكساس. في عام 1928، أصبحت كانينغهام أول امرأة من تكساس تترشح لعضوية مجلس الشيوخ الأمريكي. دعمت كانينغهام سياسات وبرامج الصفقة الجديدة لفرانكلين روزفلت، وسعت إلى رفع مكانة المحرومين في البلاد. رأت كانينغهام العلاقة بين الفقر والتغذية، وعملت من أجل تشريع حكومي يُطالب بإثراء الدقيق والخبز بالمغذيات.
ضَمِنَ ترشيح كانينغهام عام 1944 لحكم ولاية تكساس ضد كوك ستيفنسون -الحاكم الحائز على المنصب- لها المكانة الثانية من بين تسعة مرشحين. لتلبية نفقات إدارة مكتب حملة ترشيح جون ف. كينيدي للرئاسة، باعت كانينغهام ملابسًا مستعملة.

## جيمس إي. فيرغسون
عارض حاكم ولاية تكساس جيمس إي. فيرغسون والسيناتور الأمريكي السابق من تكساس جوزيف ويلدون بيلي بشدة التعديل الدستوري لانتخاب النساء في عام 1916، وصَنَّفوها كقضية حقوق عامة على مستوى جميع الولايات. عارضوه وانتقدوه في المؤتمر الديمقراطي للدولة في سان أنطونيو، وفي تقرير الأقلية المقدم في المؤتمر الوطني الديمقراطي في سانت لويس بولاية ميسوري. كجزء من الرابطة الوطنية الأمريكية لحق المرأة في الاقتراع في المؤتمر، قادت كانينغهام احتجاجًا ضد فيرغسون. عندما عادت كانينغهام إلى تكساس، قامت هي ولافينيا إنغل بجولة في جنوب تكساس تحثان الناس على التصويت ضد فيرغسون في الانتخابات التمهيدية.
نقل كانينغهام مقر جمعية حق الاقتراع المتساوي في تكساس إلى أوستن في عام 1917، عندما بدأت الهيئة التشريعية لولاية تكساس النظر في مشروع قانون الاقتراع الأساسي الذي فشل تمريره في النهاية. في الوقت نفسه، كان عزل الحاكم فيرغسون ممكنًا بسبب استغلاله الشخصي لجامعة تكساس. أقامت كانينغهام تحالفًا مع الأستاذة ماري جيرنغ والمطالبين بالمساواة في الاقتراع في أوستن ليشكلوا الحملة النسائية للحكم الرشيد. انضم إلى الحملة اتحاد الطلاب السابقين ووليام كليفورد هوج -نجل الحاكم السابق جيم هوغ. قام التحالف بتزويد المُشَرِّعين برسائل وبرقيات، وعلى إثر ذلك، دعا المجلس التشريعي إلى جلسة تحقيق خاصة. نزل أعضاء الحملة النسائية للحكم الرشيد إلى الشوارع ليُوزِّعوا نشرات إعلانية تتضمن ما يعتقد أنها أفعال فيرغسون غير القانونية. اتُّهِمَ فيرغسون بعشر تهم، ومُنِعَ من شغل منصب في تكساس. استقال من منصبه في 25 أغسطس عام 1917.
بعد دخول أمريكا الحرب العالمية الأولى، أشركت كانينغهام جمعية حق الاقتراع المتساوي في تكساس في العمل الوطني، كقيامها مثلًا بحملة سندات الحرية. انخرطت المنظمة في حملة ضد الرذيلة ركزت على القواعد العسكرية. عمِلَت لجنة المرأة المناهضة للرذيلة على توفير بدائل للحانات وردع البغاء، وهذا ما عملت عليها جمعية الطهارة الاجتماعية في تكساس. في عام 1918، حصلت كانينغهام على منصب في لجنة تكساس للرعاية العسكرية.
على الرغم من منع فيرغسون من الانتخاب، أعلن ترشحه لمنصب الحاكم عام 1918. عملت كانينغهام خلف الكواليس مع ممثل الولاية تشارلز ميتكالف لإبرام اتفاق بشأن حق الاقتراع الأساسي الذي سيسمح للنساء في تكساس بالتصويت في الانتخابات الأولية دون الانتخابات العامة. إذا مُرِّر مشروع قانون الاقتراع الأساسي، ووقعه الحاكم هوبي، فستمنحه كانينغهام أصوات النساء. حصل ميتكالف على مشروع القانون ووقعه هوبي في 26 مايو. أجرت النساء حملة شعبية سُمِّيَت نوادي هوبي النسائية لتقديم الأصوات الموعودة. أقنعت المجموعة الأستاذة الجامعية آني ويب بلانتون بالترشح لمنصب مراقب الدولة للتعليم العام. دفعت أصوات النساء بلانتون إلى الفوز بشكل أساسي؛ حيث فازت بلانتون في الانتخابات العامة في نوفمبر وأصبحت أول امرأة في تكساس تُنتَخب لمنصب على مستوى الولاية.

## تمرير التعديل التاسع عشر
قام كانينغهام بترتيبات مع سناتور الولايات المتحدة من تكساس موريس شيبارد في عام 1917 لعقد مؤتمر في مكتبه في واشنطن العاصمة للنساء ليوضح وجهات نظرهم حول تعديل الاقتراع المقترح لدستور الولايات المتحدة. بدأت هي ومود وود بارك -التي ستصبح أول رئيسة لرابطة الناخبات- حملة لإغراق مكاتب ممثليهم ببرقيات تدعم مرور التعديل. مرر مجلس النواب الأمريكي النسخة الأولى من التعديل التاسع عشر في 10 يناير عام 1918 لكنه فشل بالمرور عبر مجلس الشيوخ الأمريكي.
تعاون ألكسندر كاسويل إليس مع كانينغهام للضغط على صحف تكساس لدعم التعديل ووضعه في الصفحة الأولى. كان ألكسندر كاسويل إليس أستاذًا في جامعة تكساس طرده الحاكم فيرغسون من الجامعة وعاد بعد استقالة فيرغسون إلى منصبه. كان السيناتور تشارلز ألين كولبيرسون (الحاكم الحادي والعشرون لولاية تكساس) مناهضًا للتعديل وحق الاقتراع. قام كاسويل وكانينغهام بقص المقالات الافتتاحية المؤيدة للتعديل وحق الاقتراع من صحف تكساس، وأرسلا القصاصات إلى مكتب كولبيرسون يوميًا.
دفعت الجمعية الوطنية الأمريكية للنساء كانينغهام لتعمل على إقناع رئيس لجنة حق المرأة في مجلس الشيوخ السيناتور أندريوس أريستيوس جونز من نيو مكسيكو لتمرير التعديل إلى التصويت، وهو ما امتثل إليه جونز. اختارت الجمعية الوطنية الأمريكية للنساء كانينغهام ضمن الفريق الذي التقى الرئيس وودرو ويلسون في المكتب البيضاوي. أصدر الرئيس بعد إقناع الفريق له بيانًا يُعبِّر فيه عن الميل نحو الاقتراع.
في يناير 1919، أقرّ المجلس التشريعي لولاية تكساس تعديلًا في الولاية يسمح بالاقتراع الكامل للمرأة. كان التعديل خاضعًا للاستفتاء من قبل ناخبي الولاية، ولهذا فشل. مرّر مجلس نواب الولايات المتحدة قرارًا مشتركًا حول التعديل التاسع عشر لدستور الولايات المتحدة في 21 مايو عام 1919، ليمر عبر مجلس الشيوخ الأمريكي في 4 يونيو عام 1919. شرعت كانينغهام على الفور في حملة تدعو الهيئة التشريعية في تكساس للموافقة على التعديل، وبذلك كانت تكساس أول ولاية جنوبية توافق عليه في 28 يونيو عام 1919. ساعدت كانينغهام جيسي جاك هوبر -النائب الأول لرئيس جمعية حق المرأة في ويسكونسن- في الجولة الوطنية التي تدعم التعديل. وافقت ستة وثلاثون ولاية من أصل ثماني وأربعين ولاية –أي ثلاثة أرباع عدد الولايات آنذاك- على التعديل في 26 أغسطس عام 1920.